# Conflito austro-esloveno na Caríntia
O Conflito Austro-Esloveno na Caríntia foi um confronto militar que se seguiu à Primeira Guerra Mundial entre forças leais ao Estado dos Eslovenos, Croatas e Sérvios e mais tarde ao Reino dos Sérvios, Croatas e Eslovenos (SCS), e forças leais à República da Áustria Alemã. O principal teatro do conflito foi a região linguística mista no sudeste da Caríntia. O conflito foi resolvido pelo Tratado de Saint-Germain-en-Laye em 1919, que estipulou que a disputa territorial fosse resolvida por plebiscito.
Muitos povos de língua eslovena eram a favor da adesão ao recém-formado Reino dos Sérvios, Croatas e Eslovenos (mais tarde Iugoslávia), enquanto os povos de língua alemã e também uma grande parte dos eslovenos eram leais à recém proclamada República da Áustria Alemã (Deutsch- Österreich). O território disputado fazia parte do Ducado da Caríntia, dentro do Sacro Império Romano desde o ano 976, e pertencia à monarquia dos Habsburgos desde o ano 1335. No centro do conflito estava a posição da fronteira que separava os dois novos estados. Na historiografia de língua alemã, o conflito é conhecido como Kärntner Abwehrkampf ("Luta Defensiva da Caríntia"), enquanto na historiografia de língua eslovena o conflito é conhecido como Boj za severno mejo (“Luta pela Fronteira Norte”).  

## Prelúdio
As regiões de língua eslovena foram integradas em vários estados austríacos durante grande parte do segundo milênio. A ideia de os territórios de língua eslava do Sul criarem um novo estado próprio foi uma das principais questões debatidas entre a intelectualidade eslovena ao longo da segunda parte do século XIX, especialmente no rescaldo da primavera das nações. Como consequência da invasão austro-húngara do Reino da Sérvia, o comitê iugoslavo foi formado, tendo como objetivo a unificação das terras eslavas do sul conhecidas como Iugoslávia. Em 1916, o parlamento sérvio no exílio votou a favor da criação de um Reino da Iugoslávia como um plano de governança pós-guerra mundial da península balcânica. 

### Criação do Estado dos Eslovenos, Croatas e Sérvios
Como consequência da Guerra Mundial, o Império Austro-Húngaro começou a dissolver-se antes mesmo do fim oficial da guerra. No período entre 5 e 8 de outubro de 1918, um Conselho Nacional pró-iugoslavo de eslovenos, croatas e sérvios assumiu o controle da administração regional em Zagreb. Em 29 de Outubro, o Conselho Nacional declarou a formação de um Estado Iugoslavo, na sequência da rejeição de um plano de maior autonomia dentro da Áustria-Hungria.
As potências da Entente não reconheceram o estado recém fundado antes de ele se fundir com o Reino da Sérvia três dias depois, em um esforço para criar um país estável e reconhecido de todos os eslavos do sul, bem como desencorajar a Itália de conquistar território colonizado por eslavos não alocado como reparações de guerra à Itália no Tratado de Londres. 

### Reivindicações territoriais
Nenhuma fronteira formal foi ainda reconhecida entre as entidades recém-criadas, com ambos os lados alegando que controlavam a área ao longo das comunidades etnicamente mistas.  O Governo Nacional em Liubliana não prestou especial atenção à questão fronteiriça, pois planeava ganhar muito território através de negociações na Conferência de Paz de Paris.

## Escalação

### Mobilização
O Conselho Nacional da Estíria (esloveno: Narodni svet za Štajersko) deu permissão a Rudolf Maister, veterano da Guerra Mundial e ex-oficial da Áustria-Hungria, para assumir o controle do ramo militar em Maribor. Ele também ganhou o posto de General e recebeu autoridade sobre todas as forças militares localizadas na Estíria sob o controle do Reino dos SCS.  Em 31 de outubro, Rudolf Maister anunciou seu desacordo  com a declaração municipal de Maribor diante de uma audiência do tenente-coronel Anton Holik e seus oficiais no quartel militar de Melj do 26º regimento de infantaria. Em 9 de Novembro, Maister anunciou a mobilização total da Baixa Estíria, da qual tanto o governo germano-austríaco como as autoridades de Ljubljana discordaram. O decreto de mobilização foi bem-sucedido, pois as forças armadas cresceram para cerca de 4.000 combatentes e estabeleceram um novo regimento de infantaria em Maribor em 21 de novembro. 

### Começa a movimentação militar
O primeiro-tenente Franjo Malgaj e sua unidade entraram na Caríntia em 6 de novembro. A unidade do capitão Alfred Lavrič foi designada para ser responsável pela captura da Caríntia e começou a assumir o controle do território em 13 de novembro, quando suas unidades entraram no Vale de Jaun (alemão: Jauntal, esloveno: Podjuna) e Ferlach (esloveno: Borovlje). A Passagem de Loibl (alemão: Loiblpass, esloveno: prelaz Ljubelj) foi capturada no dia seguinte. 
Em 23 de Novembro, os combatentes de Maister começaram a tomar o controlo dos postos de guarda em toda a região de Maribor, desarmando os guardas locais sob o controlo do município de Maribor. O capitão Rudolf Knez entrou em Sittersdorf (Žitara vas) e ali instalou suas unidades. A partir de 27 de novembro, os combatentes eslovenos, sob o comando direto de Maister, assumiram o controle de Spielfeld (Špilje), Bad Radkersburg (Radgona), Mureck (Cmurek), Leutschach (Lučane), Marenberg (Radlje ob Dravi), e Muta (Hohenmauthen), enquanto as unidades de Celje (Cilli) sob o comando de Franjo Malgaj assumiram o controle do Vale Meža (Mießtal), Bleiburg (Pliberk), onde voluntários sérvios retornando da frente oriental da Primeira Guerra Mundial também se juntaram à unidade de Malgaj. Todas as áreas capturadas foram acordadas pelo General Rudolf Passy da Caríntia e pelo General Maister em 27 de novembro. O acordo incluía permissão para assumir o controle de todos os assentamentos de maioria eslovena, mas permaneceu sem apoio e criticado pelas autoridades da Estíria, da Caríntia e germano-austríaca, bem como pelo Conselho Nacional de Ljubljana. Unidades de Liubliana assumiram o controle de Dravograd (Untedrauburg), Lavamünd (Labot) e Sankt Paul (Šentpavel).  A captura do Völkermarkt (Velikovec) em 30 de Novembro suscitou muitas críticas, uma vez que alegadamente não estava incluído nos planos da linha de demarcação. 

### Conflitos armados
Os primeiros confrontos armados já ocorreram sob o comando de Malgaj durante o ataque a Bleiburg, mas foi só na batalha de Lučane que os confrontos violentos se tornaram aparentes. Após pequenos combates entre as duas milícias, uma batalha maior ocorreu em 4 de fevereiro perto de Radgona.  Os planos foram traçados por Maister para atacar e capturar Klagenfurt (Celovec), mas foram abandonados após negociações. Em 13 de fevereiro, um tratado de paz foi assinado por ambas as partes.
No domingo, 27 de janeiro de 1919, as forças de Maister entraram em confronto com manifestantes alemães, resultando em várias mortes de civis. 

## Batalha de Lučane

### Contexto
No final de Novembro e início de Dezembro, as unidades militares do Regimento de Infantaria de Maribor ocuparam grandes áreas ao longo da fronteira nacional eslovena, incluindo Leutschahc (Lučane). O governo regional da Estíria reclamou da ocupação e em 14 de janeiro atacou Lučane. Este foi o primeiro grande confronto entre os dois lados. 

### Batalha
Em 14 de janeiro, às 4h, as forças austríacas sob o comando do capitão Pichler atacaram Lučane. A cidade era guardada pelas forças eslovenas sob o comando do General Maister. A equipa austríaca tinha equipamento muito melhor e mais homens do que a eslovena. O lado austríaco tinha 180 soldados, enquanto o esloveno tinha 92. As forças eslovenas ainda conseguiram repelir o ataque e mantiveram o controlo da cidade. Não houve muitas vítimas de ambos os lados e o capitão Pichler foi posteriormente preso. 

## Batalha de Radgona

### Contexto
Em fevereiro de 1919, a cidade de Radgona foi defendida pelo 6º corpo de combatentes do Maister sob o comando do comandante esloveno Benedikt Zeilhofer  No dia 4 de fevereiro, às 2h, a cidade foi atacada por uma força esmagadora da Áustria e alguns voluntários húngaros sob o comando de Johan Mickl. O lado esloveno tinha 210 soldados e o austríaco cerca de 2000. 

### Batalha
O exército austro-húngaro dividiu seus 2.000 soldados em cinco colunas. Cada coluna tinha um grupo de ataque especial, que contava com pelo menos 50 soldados e diversas metralhadoras. Só estes, quase 300 voluntários voluntários da tropa de choque, já ultrapassavam a força total dos defensores eslovenos. Sob o manto da escuridão, todas as colunas inimigas aproximaram-se silenciosamente dos defensores, de acordo com o plano, e aguardaram o sinal para um ataque conjunto coordenado em vários locais ao mesmo tempo. O grupo de combate, designado para o ataque ao quartel da cavalaria, onde estava a maioria dos defensores, era comandado pessoalmente pelo tenente Mickl. 
O ataque começou às 6h30 do dia 4 de fevereiro de 1919. Na primeira investida dos alemães, contando com a surpresa, os expostos guardas eslovenos encolheram-se diante da enorme superioridade dos inimigos, que de repente surgiram da escuridão. Os soldados de Mickle capturaram a parte ocidental de Radgona, a oeste de Long Street. Os atacantes conseguiram atacar a guarda avançada eslovena na estação, no jardim da cidade e nas pontes sobre o rio Mura. O ataque ao comando da estação, à ponte Kodolič e ao quartel da cavalaria, onde estava estacionada a maioria dos defensores eslovenos, falhou. 
Os atacantes encontraram imediatamente dois comandantes eslovenos - o comandante da 6ª companhia, Benedikt Zeilhofer, e o sargento Ferd Ošlak, o comandante da patrulha. O tenente Zeilhofer estava inspecionando todos os guardas no subúrbio e na estação pela segunda vez naquela noite antes do início do ataque, e no momento do ataque estava próximo ao posto de guarda no quartel da cavalaria, próximo ao ninho de metralhadoras . Quando as luzes iluminaram a noite escura e nevada, apesar da temperatura ser de -20 graus Celsius, imediatamente ficou quente. 
Imediatamente após o ataque, um soldado maquinista foi atingido e o Tenente Zeilhofer saltou e pegou a metralhadora e começou a atirar nos agressores. Assim, ele evitou o primeiro ataque planejado das tropas inimigas para saltar e lançar granadas de mão contra o quartel. Ao mudar de posição, também atingiu os tenentes defensores eslovenos que imediatamente o puxaram para um local seguro e enfaixaram seu ferimento no abdômen e no lado direito. Depois foi colocado num palheiro de onde comandou até o final da batalha e liderou a luta até a vitória final das forças eslovenas. A batalha custou muitas baixas em ambos os lados. 

## Protocolo Graz-Liubliana
Com a ocupação do sudeste da Caríntia pelas tropas iugoslavas e o confronto evoluindo para confrontos armados, o governo provisório da Caríntia sob o governador Arthur Lemisch decidiu iniciar a luta armada a fim de preservar a fronteira sul da Caríntia no Karawanken. Os combates acirrados de grupos paramilitares em torno de Arnoldstein e Ferlach alarmaram as potências da Entente. Eles arbitraram um cessar-fogo, após o que uma comissão de nove dias do Exército dos EUA sob o comando do tenente-coronel Sherman Miles pesquisou a região disputada entre o rio e as montanhas em janeiro e fevereiro de 1919 e fez a recomendação crucial de que a fronteira de Karawanken deveria ser mantida, abrindo assim a possibilidade de um plebiscito. Os representantes iugoslavos pediram uma fronteira no Drava; Os delegados americanos, no entanto, falaram a favor da preservação da unidade da Bacia de Klagenfurt e convenceram as delegações britânica e francesa a apoiar o seu plano de plebiscito para toda a região de Klagenfurt. 

## Ofensiva iugoslava e contra-ofensiva austríaca
Em 29 de Abril, após meses de relativa paz, as tropas jugoslavas violaram o acordo de cessar-fogo. Os confrontos armados ocorreram em toda a região, com notáveis ganhos territoriais alcançados pelo Reino dos Sérvios, Croatas e Eslovenos. As tropas iugoslavas experimentaram muita resistência nos dias seguintes, uma vez que as tropas austríacas já realizavam ações contra-ofensivas eficazes. A situação dos eslovenos piorou e, em 2 de maio, as unidades da Caríntia já haviam assumido o controle do Völkermarkt. Dois dias depois, a contra-ofensiva austríaca atingiu a linha Gallizien (esloveno: Galicija) - Apače (alemão: Abstall) - Sankt Margareten im Rosental (Šmarjeta). Após dois dias de combates ferozes, as unidades germano-austríacas romperam com sucesso a linha e, no processo, destruíram o 3º batalhão de infantaria de Ljubljana. 
As unidades eslovenas restantes continuaram a recuar para a baixa Estíria, enquanto quase toda a área da Caríntia conquistada durante os confrontos de inverno foi perdida para o avanço das unidades austríacas. O último a cair foi Dravograd (Untedrauburg) diante do 36º regimento de infantaria do Exército Real Iugoslavo sob o controle do tenente-coronel. Vladimir Uzorinac conseguiu manter terreno em G uštanj (Gutenstein) e assim parar a contra-ofensiva. O General Maister enviou duas unidades do seu regimento de infantaria de Maribor para ajudar as tropas que mantinham terreno perto de Slovenj Gradec (Windischgraz).  O oficial Malgaj, um dos principais líderes dos combatentes eslovenos na Caríntia, foi morto em 6 de maio.

## Segunda ofensiva iugoslava
Após uma derrota militar na ofensiva de Abril, as autoridades de Ljubljana mobilizaram todas as suas forças e recrutaram regimentos da Sérvia para recuperar o território perdido. Em 26 de maio foi autorizada uma nova ofensiva que durou todo o mês de maio e até 6 de junho, durante a qual conseguiram capturar grande parte da região de Klagenfurt até ao extremo norte até Maria Saal (Gospa Sveta). A ofensiva foi considerada um sucesso militar. 

## Consequências
A conferência de paz de Paris inverteu a maré, quando foi dada uma ordem aos Jugoslavos para se retirarem completamente da zona B norte da área da Bacia de Klagenfurt num prazo fixado para terminar em 31 de Julho, o mais tardar, para permitir à comissão levar a cabo realizar o plebiscito planejado. 
O Tratado de Saint-Germain-en-Laye com a República da Áustria, assinado em 10 de Setembro de 1919, deveria ter determinado a fronteira entre a Áustria e a Jugoslávia. Verificou-se que algumas pequenas partes da Caríntia, o Vale Meža com a cidade de Dravograd e a área municipal de Jezersko, seriam incorporadas no novo Reino dos Sérvios, Croatas e Eslovenos, enquanto o destino da área mais ampla do sudeste da Caríntia até à Bacia de Klagenfurt era a ser determinado por plebiscito. 
O resultado do plebiscito realizado em 10 de outubro de 1920 foi de 22.025 votos (59,1% do total expresso) para adesão à Áustria e 15.279 (40,9%) para anexação pelo Reino dos Sérvios, Croatas e Eslovenos. 
Enquanto a maioria nas remotas aldeias alpinas nas encostas dos Karawanks votou a favor da Iugoslávia, os habitantes da densamente povoada Bacia de Klagenfurt foram motivados pelos seus laços sociais, culturais e econômicos evoluídos com a região central da Caríntia. 
A região foi colocada sob administração austríaca em 18 de novembro de 1920 e declarada parte da soberana República Austríaca em 22 de novembro. Até hoje, 10 de outubro é feriado no estado da Caríntia. 
O plebiscito acabou por determinar a fronteira entre a Áustria e o Reino dos Sérvios, Croatas e Eslovenos. A fronteira permaneceu inalterada após a Segunda Guerra Mundial, mesmo quando o Reino da Iugoslávia deu lugar à República Socialista Federativa da Iugoslávia de Josip Broz Tito, mas no final da guerra, os guerrilheiros iugoslavos novamente ocuparam brevemente a área, incluindo a capital de Klagenfurt. Desde a desintegração da Iugoslávia, a fronteira separa a Áustria e a Eslovênia.